# MMT Observatory
MMT Observatory (MMTO) är ett astronomiskt observatorium. Teleskopet är beläget vid Fred Lawrence Whipple Observatory området som ligger på Mount Hopkins, Arizona, USA (55 km söder om Tucson) i Santa Rita Mountains. Observatoriet drivs av University of Arizona och Smithsonian Institution. MMTO är hem för MMT (tidigare Multiple Mirror Telescope), som för närvarande har en primärspegel på 6,5 meter i diameter.

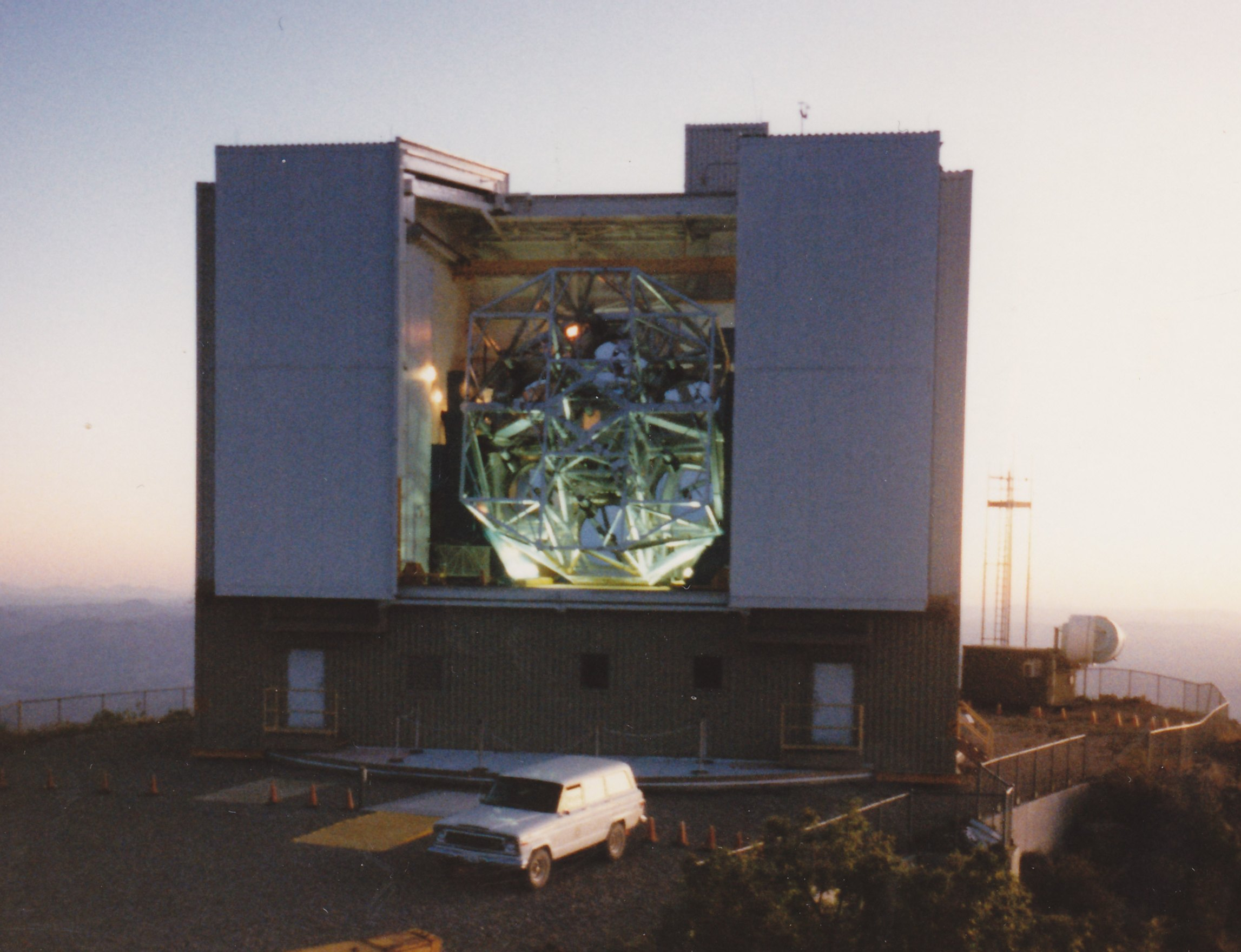
MMT Observatory